# Charlotte Smith (basket-ball)
Pour les articles homonymes, voir Charlotte Smith.
Charlotte Smith, née le 23 août 1973 à Shelby, en Caroline du Nord, est une joueuse et entraîneuse américaine de basket-ball. Elle évolue durant sa carrière au poste d'ailière.

## Biographie
« J'ai toujours voulu être comme mon oncle David Thompson et suivre ses pas », mais son exemple le plus proche était Michael Jordan de l'équipe masculine de la même université : « Je voulais être comme Michael Jordan ». 
Lors de son année junior, Charlotte Smith inscrit le panier le plus important de l'histoire de l'université, un panier à trois points à la dernière seconde qui donne le titre de champion NCAA d'un point face à Louisiana Tech Lady Techsters. La saison suivante, elle est nommée All-American et finit sa carrière universitaire avec 2 094 points et se fait remarquer en réussissant un dunk en saison régulière.
En 2015, elle est introduite au Hall of Fame de l'Université de Caroline du Nord à Chapel Hill, dont elle devient le dixième membre.

## Palmarès
- Championne NCAA 1994
- MOP du championnat NCAA 1994